# КБ-11 Бранко
Aвион КБ-11 Бранко је пословни авион мешовите конструкције пројектован и направљен у Леталском Институту Бранко Иваниш Словенија.

## Пројектовање и развој
Рад на авиону КБ-11 је започет 1954-55. године у ЛИБИС-Леталски Институт "Бранко Иваниш" Словенија а његови конструктори су били Стане Грчар (главни конструктор), Иван Горенц, Младен Копитар, Франце Јанезић и Антон Земљич. Авион КБ-11 Бранко је добио име према КБ од Конструкциони Биро, ознаку 11 према редном броју пројекта а име Бранко је добио по Бранку Иванишу преминулом (1954) председнику Ваздухопловног савеза Словеније. Поред овог имена често се користи и име ЛИБИС КБ-11 Бранко (додато је име произвођача) или само КБ-11.
Авион је био намењен за путнички саобраћај, санитетску службу, превоз поште, фотографисање, аеро-вучу и превоз падобранаца. Предвиђено је да буде опремљен уређајима за радио-везу, радио компасом и комплетним електричним уређајем за ноћно летење и летење без спољне видљивости.
Авион је први пут приказан јавности пред полазак такмичара на II етапу (Љубљана-Загреб) 4. југословенског аеро релија, изјутра 23. јуна 1959. а први фабрички пробни лет прототипа авиона КБ-11 је обављен 11. децембра 1959. године. 

### Технички опис
Авион КБ-11 Бранко је био самоносећи нискокрилац мешовите конструкције.
Труп је био дрвене конструкције полу-монокок. Изведен у облику центроплана (труп са кореном крила) за који су причвршћени точкови стајног трапа. Погонска група је мотор Lycoming O-435-1 снаге 136 kW, шестоцилиндрични, ваздушно хлађени мотор са хоризонтално распоређеним цилиндрима. Двокрака метална елиса Hartzell HC 12-20-8D/8433-6.
Кабина омогућава смештај пилота и три путника или кад се избаце седишта онда може понети 300 kg терета. Кабина је имала велике стаклене површине које су омогућавале лепу прегледност пилоту и путницима такође је имала и могућност загревања и проветравања унутрашњости кабине. Поклопац/врата кабине су се отварала нагоре.
Авион је имао трапезна крила чији је аеропрофил у корену крила био NACA 3415 а на крајевима USA 35B. Виткост крила је 7,76 а сужење 1,74:1 са диједром од 6о. Крило има једну дрвену рамењачу са торзионом кутијом обложену дрвеном лепенком. Остали део крила је покривен платном. Централни део крила који припада центроплану је металне конструкције. Гориво је било распоређено у 4 крилна резервоара укупног капацитета 160 литара. Репне површине су дрвене са кормилима која су покривена платном.
Стајни трап је био увлачећи, типа трицикл (један точак испод кљуна авиона а два основна точка испод крила). Систем увлачења стајног трапа је електрични а амортизери  су уљно-пнеуматски. Точкови су од лаких легура са нископритисним гумама (балон гуме) и хидрауличним кочницама. Предњи точак се увлачио уназад у труп испод мотора а крилни точкови су се увлачили у крила и то ка трупу авиона.

## Оперативно коришћење
Авиона КБ-11 'Бранко' направљено је укупно 4 ком, фабрички бројеви 239-242, са регистрацијама:
- YU-CNB пловидбена дозвола од 1960. године
- YU-CNA пловидбена дозвола од 1961. године
- YU-CNC пловидбена дозвола од 1961. године
- YU-CMZ пловидбена дозвола од 1962. године

YU-CNC је отписан већ 1963. године а YU-CNA 1964. године.

## Сачувани примерци
Нема података да ли је сачуван неки од примерака овог авиона.

## Земље које су користиле овај авион
- Југославија